# پولوتری
پولوتری (به ایتالیایی: Pollutri) یک کومونه در ایتالیا است که در استان کییتی واقع شده‌است. پولوتری ۲۶ کیلومتر مربع مساحت و ۲٬۳۳۴ نفر جمعیت دارد و ۱۸۰ متر بالاتر از سطح دریا واقع شده‌است.